# Azra
Azra byla rocková skupina ze Záhřebu, která patřila k nejvýraznějším představitelům nové vlny v bývalé Jugoslávii.
Skupinu založil v roce 1977 zpěvák, textař a kytarista Branimir Štulić (známý také jako Johnny Štulić), který do té doby působil v souboru Balkan Sevdah Band. Dalšími zakládajícími členy byli baskytarista Branko Matun a bubeník Paolo Sfeci. Název skupiny je převzat z básně Heinricha Heineho, inspirované arabskou legendou o národu Azrů, jehož příslušníci zemřou ihned poté, co se zamilují.
Odchod části členů, kteří vytvořili novou skupinu Film, vedl v roce 1978 ke krátkému přerušení činnosti. V té době Štulić zpíval se skupinou Parni valjak. Následně obnovil skupinu Azra s baskytaristou Mišo Hrnjakem a bubeníkem Borisem Leinerem. V roce 1979 vydala skupina první singl „Balkan“/„A šta da radim“ a o rok později první dlouhohrající desku Azra. Popularita skupiny pramenila z otevřenosti, s níž její texty vyjadřovaly pocity mladé generace; v písni „Poljska U Mome Srcu“ projevila sympatie polskému hnutí Solidarita. Frontman skupiny Štulić žil od roku 1986 v Nizozemsku a věnoval se sólovým projektům. Azra proto ukončila činnost velkým koncertem v záhřebském Domě sportu v listopadu 1987, z něhož následující rok vyšlo živé čtyřalbum Zadovoljština (Spokojenost).

## Diskografie
- Azra (1980)
- Sunčana strana ulice (2LP, 1981)
- Ravno do dna (koncertní 3LP, 1982)
- Filigranski pločnici (2LP, 1982)
- Kad fazani lete (1983)
- Krivo srastanje (1983)
- It Ain't Like in the Movies At All (3LP, 1986)
- Između krajnosti (1987)
- Zadovoljština (koncertní 4LP, 1988)